# Reichshofstadion
Le Reichshofstadion est un stade de football situé à Lustenau en Autriche dont les clubs résidents sont l'Austria Lustenau et le FC Lustenau 07. Le stade dispose d'une capacité de 8 800 places.

## Histoire
Source : Histoire des travaux sur le site de l'Austria Lustenau.

### 1951 - 1989
Un contrat de location a été signé en mai 1951 entre la municipalité et le club de l'Austria Lustenau pour 30 ans.
La tribune principale a été couverte dès 1959 et des sièges ont commencé à être placés.

### Années 90
Avec l'envol sportif des clubs locaux, la réflexion a été menée pour l'agrandissement des infrastructures. Après étude de plusieurs projets, celui du bureau Lothar Huber a été choisi fin 1993. Une fois l'accession du club en D2 Autrichienne, les travaux commencent pour agrandir les tribunes.
En 1997, l'Austria Lustenau accède à la Bundesliga, qui nécessite des tribunes supplémentaires. Faute de moyens et d'une extension déjà récente, la municipalité opte pour des tribunes en tubes d'acier, amenant le stade à une capacité de 10 500 places.
En 2000, le club doit installer un chauffage de pelouse afin de répondres aux critères des stades de première division.

### 2000 - 2016
De nombreuses propositions de rénovation du stade ont vu le jour, mais toutes refusée, faute de moyen ou de contestation locale.
Les sièges et les éclairages ont dû vivre de nombreux changements durant ces années.
En 2016, le conseil municipal décide de préparer un concours d'architecture pour la nouvelle construction du stade. Dworzak-Grabger et Hugo Dworzak et Stephan Grabher sont mis à la direction du projet.

### 2017 - présent
Le 23 mars 2018, le projet Bernardo Bader Architekten ZT GmbH a été élu gagnant du projet parmi 17 travaux soumis. Le coût de l'opération aura plus tard été estimé à 18 millions d'euro. 
En 2021, la fédération autrichienne refuse l'accession de Lustenau en Bundesliga, les dérogations vis-à-vis du stade arrivant à terme et le projet de construction n'avançait pas.
Les travaux du stade commence en novembre 2023, pour une fin estimée pour l'été 2025.
La rénovation finale amènera le stade à une capacité de 7 500 places, une capacité réduite en raison de problèmes d'émission sonore.

## Galerie

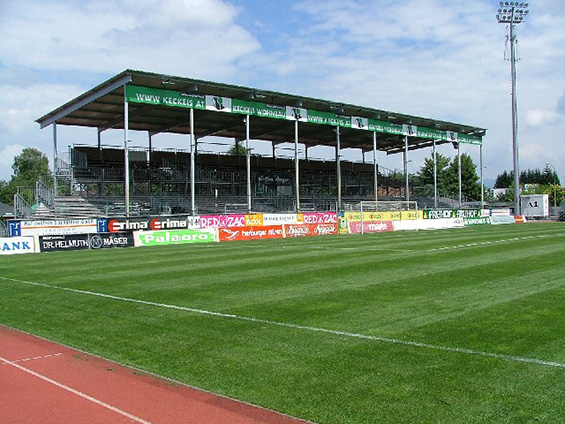
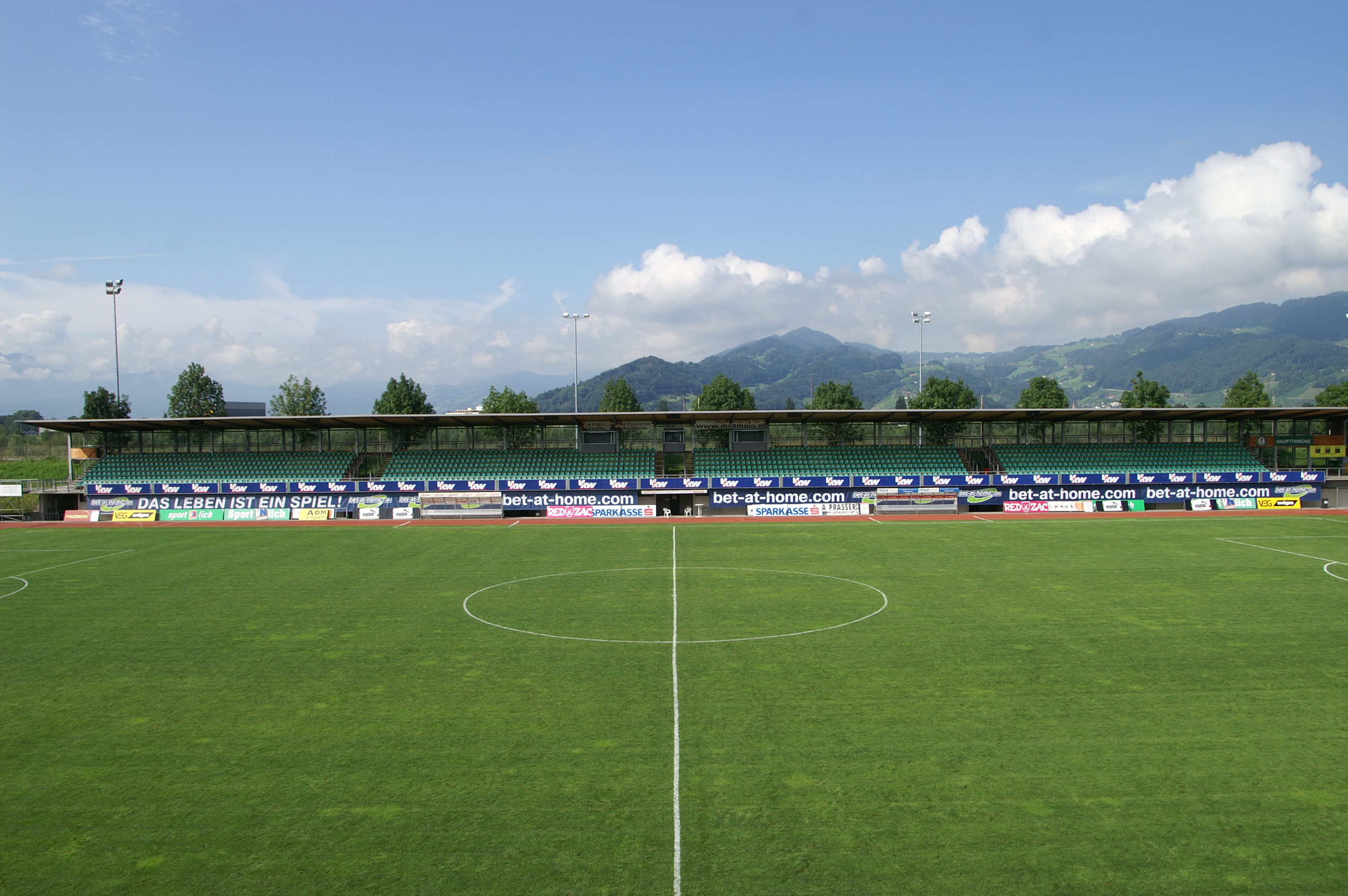